# Marian Cebulski
Marian Cebulski (ur. 21 marca 1924 w Krakowie, zm. 24 marca 2019 tamże) – polski aktor, teatralny, filmowy i telewizyjny.

## Życiorys
Urodzony na krakowskim Podgórzu. Jako dziecko zamieszkał wraz z ojcem, który był wojskowym, w Warszawie. Uczęszczał do prywatnego gimnazjum "Oświata" i V gimnazjum w Warszawie. Po wybuchu wojny na krótki czas znalazł się we Lwowie, a następnie przedostał się do Krakowa. Tam 15 czerwca 1942 zadebiutował w teatrze, w 1945 ukończył Studio Aktorskie przy Starym Teatrze, a w 1948 zdał aktorski egzamin eksternistyczny.
Występował w teatrach krakowskich: Konspiracyjnym (1942–1945), Powszechnym im. Żołnierza Polskiego (1945–1946), Kameralnym T.U.R. (1946–1947) oraz w Teatrach Dramatycznych (1948–1954) i w Teatrze im. Juliusza Słowackiego (1954–1993).
Występował również w Teatrze Telewizji, m.in. w Ożenku Nikołaja Gogola w reż. Andrzeja Szafiańskiego w roli Koczkariewa (1968), w Sprawie Andersa w roli Adasia Gasia, w Nie-Boskiej komedii Zygmunta Krasińskiego w reż. Zygmunta Hübnera jako hrabia (1982), w Szalbierzu Spiro Gyorgy w reż. Tomasza Wiszniewskiego jako Psarski (1991) i w Balu błaznów Aleksandra i Lwa Szargorodskich w reż. Waldemara Krzystka jako dyrektor (1996).
W 1951 zadebiutował w filmie rolą Towarzysza w Gromadzie w reż. Jerzego Kawalerowicza. Łącznie zagrał około 150 ról teatralnych i 38 filmowych.
Kibic Cracovii, za zasługi dla tego klubu odznaczony medalem Merenti KS Cracovia.
Zmarł 24 marca 2019 w wieku 95 lat. 29 marca został pochowany na Cmentarzu Rakowickim (cmentarzu wojskowym przy ul. Prandoty w Krakowie, kwatera LXXXIII-11-3).

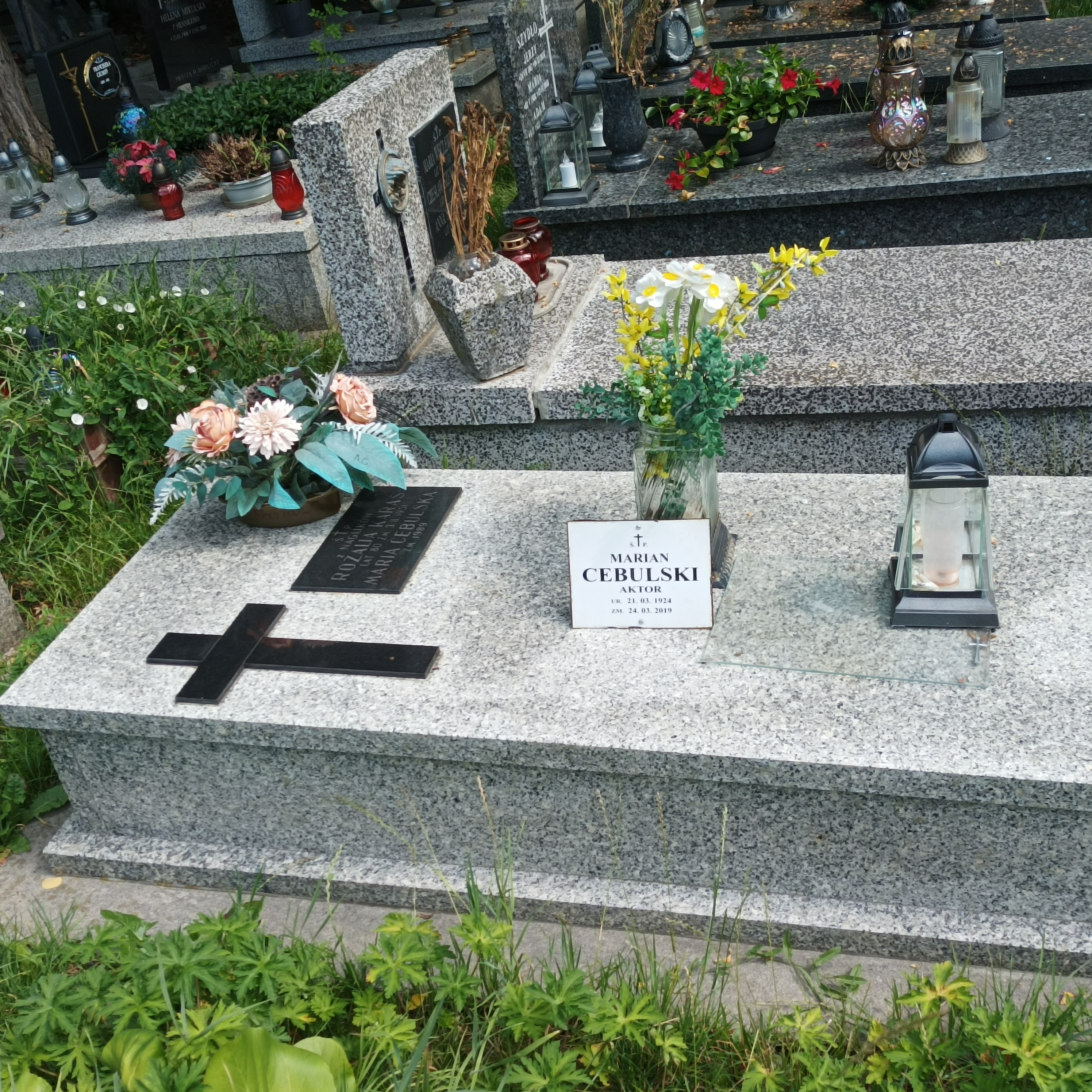
Grób Mariana Cebulskiego na cmentarzu wojskowym przy ul. Prandoty w Krakowie

## Filmografia
- Gromada (1951) – towarzysz z województwa w sprawie budowy młyna
- Koniec naszego świata (1964) – Miś, więzień Oświęcimia
- Jowita (1967) – mężczyzna rozmawiający w lokalu z „Lolą Fiat 1100”
- Bolesław Śmiały (1971) – wysłannik starszyzny do braci-rycerzy ze świty królewskiej
- Kocie ślady (1971) – fotograf, mąż Hanki
- Podróż za jeden uśmiech (serial telewizyjny) (1971) – kierownik kolonii w Kazimierzu (odc. 2. Hotel pod gwiazdami)
- Janosik (serial telewizyjny) (1973) – karbowy (odc. 1. Pierwsze nauki i odc. 4. Porwanie)
- Nagrody i odznaczenia (1973) – UB-ek, znajomy Zanika
- Strach (1975) – Troch
- Ocalić miasto (1976) – komunista „Kania” prowadzący podsłuch Niemców
- Polskie drogi (serial telewizyjny) (1976) – łącznik ZWZ (odc. 3. Najspokojniejsze miejsce na świecie)
- Spokój (1976) – kierownik hotelu robotniczego w Krakowie
- Wodzirej (1977) – Myśliwiec
- Seans (1978) – kierownik domu kultury
- Ślad na ziemi (1978) – pułkownik na przyjęciu złotych godów u Jasparskich
- Dom (serial telewizyjny) (1980) – kierownik drużyny Cracovii (odc. 3. Warkocze naszych dziewcząt będą białe)
- Krab i Joanna (1980) – Wojtek Steś
- Królowa Bona (serial telewizyjny) (1980) – Chwalczewski, urzędnik królowej Bony
- Życie Kamila Kuranta (serial telewizyjny) (1982) – szewc Ksawery
- Rycerze i rabusie (serial telewizyjny) (1984) – Drogowski
- Tumor Witkacego (1985) – przewodniczący Stowarzyszenia Teatralnego
- Blisko, coraz bliżej (serial telewizyjny) (1986) – dyrektor szkoły, przedstawiciel Funduszu Obrony Narodowej (odc. 11. U Pasterników wesele. Rok 1926 i odc. 13. Niespokojna granica. Rok 1939)
- Cyrk odjeżdża (1987) – dyrektor Bartłomiejczyk
- Modrzejewska (serial telewizyjny) (1989) – aktor Rychta (odc. 5. Warszawa)
- Wielkie rzeczy (2000) – Marian Ratajczak (cz. 1. System)
- Wszystkie kobiety Mateusza (2012) – prezes Stowarzyszenia Powstańców

## Ordery i odznaczenia
- Krzyż Komandorski Orderu Odrodzenia Polski (2003)
- Krzyż Oficerski Orderu Odrodzenia Polski (1983)
- Krzyż Kawalerski Orderu Odrodzenia Polski (1973)
- Złoty Krzyż Zasługi (1966)
- Medal 10-lecia Polski Ludowej (28 stycznia 1955)[9]
- Złoty Medal „Zasłużony Kulturze Gloria Artis” (19 listopada 2005)[10]
- Odznaka „Zasłużony Działacz Kultury” (1973)
- Złota Odznaka „Za Zasługi dla Krakowa” (1965)
- Odznaka 600-lecia Kleparza

## Nagrody i wyróżnienia
- Nagroda na Festiwalu Polskich Sztuk Współczesnych we Wrocławiu za rolę Stefana Przybojewskiego w spektaklu Tysiąc walecznych Jana Rojewskiego w Teatrach Dramatycznych w Krakowie (1951),
- Nagroda na IV Festiwalu Polskich Sztuk Współczesnych we Wrocławiu za rolę Hummla w spektaklu Przygoda z Vaterlandem Leona Kruczkowskiego w Teatrze im. Juliusza Słowackiego w Krakowie (1963),
- Nagroda II stopnia na Festiwalu Sztuk Rosyjskich i Radzieckich w Katowicach za rolę Sczastliwcewa w spektaklu Las Aleksandra Ostrowskiego (1964),
- Nagroda Ministra Kultury i Sztuki (zespołowa) za rolę Sczastliwcewa w spektaklu Las Aleksandra Ostrowskiego w Teatrze im. Juliusza Słowackiego w Krakowie (1965),
- Nagroda Miasta Krakowa (1975),
- Wyróżnienie na X Opolskich Konfrontacjach Teatralnych w Opolu za rolę Ulpianusa w spektaklu Irydion Zygmunta Krasińskiego (1984),
- Nagroda na XVIII OKT w Opolu za rolę Starego Aktora w spektaklu Wyzwolenie w Teatrze im. Juliusza Słowackiego w Krakowie (1993),
- Złoty Wawrzyn Grzymały przyznany w Bydgoszczy (1997),
- Nagroda na XXIII OKT w Opolu za rolę tytułową w Panu Jowialskim Aleksandra Fredry w Teatrze Ludowym w Nowej Hucie (1998),
- Krakowska Nagroda Teatralna „Ludwik” za całokształt twórczości (2017).